# Mieczysław Szczuka

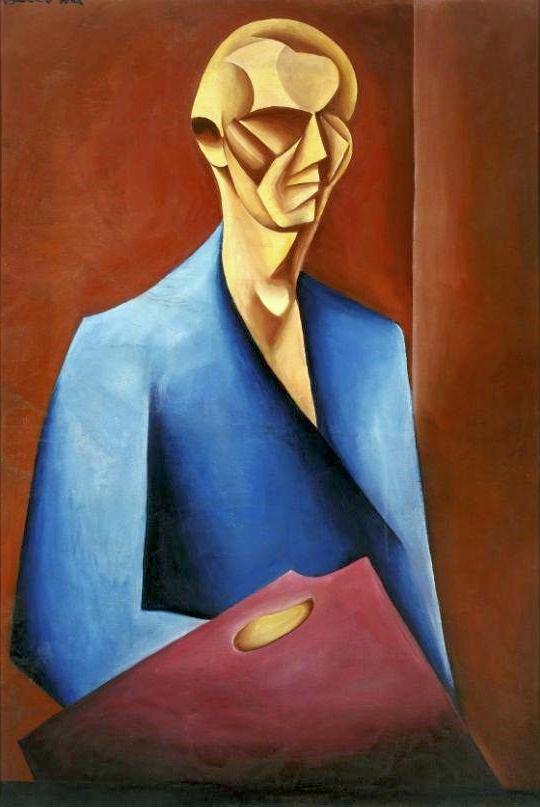
Zelfportret uit 1920

Mieczysław Szczuka (Warschau, 19 oktober 1898 – Tatra, 13 augustus 1927) was een Poolse schilder en graficus.

## Leven en werk
Szczuka studeerde van 1915 tot 1918 schilderkunst bij Miłosz Kotarbiński aan de kunstacademie van Warschau (Szkole Sztuk Pięknych w Warszawie). In 1920 had hij een eerste expositie met expressionistisch getint werk met dadaïstische tendensen. In 1921 stelde hij met oud-studiegenoot Henryk Stażewski zijn eerste, door Vladimir Tatlin beïnvloede constructivistische werk tentoon. In het tijdschrift Zwrotnica zette hij in 1923 zijn ideeën omtrent de onscheidbaarheid van kunst en sociale kwesties uiteen.
Szczuka was werkzaam als boekillustrator, decorontwerper en binnenhuisarchitect. Hij produceerde fotomontages en maakte abstracte films. Hij nam deel aan diverse internationale, avantgardistische exposities, zoals First exhibition of modern art in Boekarest, New Art Exhibition in Vilnius en in 1923 een expositie met zijn partner Teresa Żarnower bij Galerie Der Sturm in Berlijn.

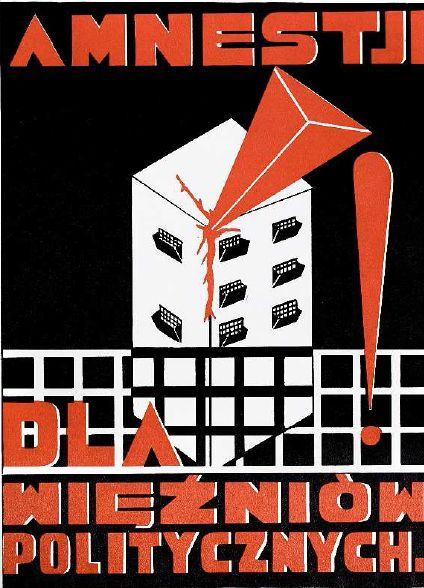
"Amnestie voor politieke gevangenen"
Poster van Mieczysław Szczuka (1926)

Szczuka en Żarnower sloten zich in 1924 aan bij de constructivistische kunstenaarsgroepering "Blok" (Grupa Kubistow, Konstruktywistow i Suprematystow - 1924-1926), waaraan onder anderen ook werd deelgenomen door de schilders Władysław Strzemiński, Henryk Berlewi en Henryk Stażewski, en de beeldhouwster Katarzyna Kobro. Het blad had uitgebreide internationale contacten, onder meer met De Stijl, The Next Call en Het Overzicht.
Hij raakte echter verwijderd van het suprematisme van Kazimir Malevitsj en het unisme van Strzemiński en wendde zich tot het constructivisme van Tatlin, hetgeen blijkt uit ontwerpen voor monumenten, die geïnspireerd zijn door Tatlins '"Monument voor de Derde Internationale" uit 1920. In 1927, tijdens een expositie van Malevitsj in Warschau, verwierp hij in een essay diens suprematisme.
In 1923 werd bij Szczuka tuberculose geconstateerd, waarop hij naar de stad Zakopane in het Tatragebergte verhuisde. Hij kwam in 1927 bij de beklimming van de berg Zamarła Turnia door een ongeval om het leven.